# Тера Мариана
Тера Мариана (Земята на Мария, Маарьямаа) е официалното название на средновековна Ливония или Стара Ливония (на немски: Alt Livland; на естонски: Vana-Liivimaa; на литовски: Livonija), която се образува в резултат на Ливонския кръстоносен поход на територии, включващи днешна Естония и Латвия. Тя е създадена на 2 февруари 1207, като княжество на Свещената Римска империя, но губи този статут през 1215 г., когато е провъзгласена от Инокентий III за пряко подчинена на Светия престол.
Тера Мариана е разделена на феодални княжества от папския легат Гулиелмо Моденски:
- Херцогство Естония (Dominum directum на Краля на Дания)[7][8]
- Архиепископия Рига;
- Епископство Курландия;
- Епископство Дорпат;
- Епископство Езел-Вик;
- Военна администрация на Ливонските мечоносци.

След провелата се през 1236 битка при Сауле оцелелите мечоносци са слети с Тевтонски орден под названието Ливонски клон на Тевтонския орден. В 1346 г. Орденът закупува датска Естония. В продължение на съществуването на средновековна Ливония се наблюдава постоянна борба за първенство над землищата ѝ между църква, орден, светска немска аристокрация и хазейските градове Рига и Ревал. След поражението в Грюнвалдската битка през 1410 г. Тевтонския Ред и Орденстаат западат, но Ливонския клон успява да запази своето самостоятелно съществуване. През 1561 г., по време на Ливонската война Тера Мариана спира да съществува. Северната ѝ част е отдадена на Швеция и се формира в Шведско херцогство Естония, а нейните южни територии стават част от Великото херцогство Литва – и по този начин с течение на времето в Жечпосполита – като херцогство Ливония и Курландско и земгалско херцогство. Остров Saaremaa става част от Дания.
От началото на 20 век названието Маарьямаа (ЕстонияMaarjamaa) е била използвана като поетично име или псевдоним за Естония. През 1995 г. Орденът на Кръста на Тера Мариана, държавната награда, е създаден в чест на независимостта на Естония.

## История

### Ливонски Кръстоносен Поход
Земята на източния бряг на Балтийско море е последната част от Европа, която не е покръстена в католическата църква. През 1193 г. папа Целестин III призова за Кръстоносен поход срещу езичниците в Северна Европа. Този поход не е официално обявена до 1197 или 1198, а най-старите данни за кръстоносен поход се съдържат в писмо до папа Инокентий III. В началото на 13 век германски кръстоносци от Готланд и Северните херцогства на Свещената Римска империя завладяват ливонските и латвийски земи по протежение на реките Даугава и Гауя. Крепостта Рига (столицата на съвременна Латвия) е основана през 1201 г., а през 1202 г. Военния орден на Ливонските мечоносци е създадена по подобие на ордена на Тамплиерите. През 1218 г. папа Хонорий III дава на Валдемар II Датски право да завладее толкова земя, колкото той би могъл в Естония. Освен това, Алберт от Рига, предводител на кръстоносците в борбата с естонците, е посетен от германския крал Филип Швабски и получава разрешение да атакува естонците на север. Последните, покорени от християнството са били езелите, куронците и семигалите. Тази кампания се различава от много други кръстоносни походи, защото в този случай Папата упълномощава лице, което желае да отиде в кръстоносен поход не в Светите земи, а в Ливония. Участниците в този поход носят като отличителни знаци кръста, който показа, че те са правно задължени в кръстоносен поход. След успешния поход, немските и датските окупирани територии са разделена на феодални княжества от Гулиелмо Моденски.

### Основаване
Разделение от папския легат през 1228 е компромис между църквата и Ливонските мечоносци, въпреки че и двете фракции се ръководят от германците. В териториите им попадат местни племена: говорещите фински естонци и ливи, и говорещите балтски латгали, селони, семигали и куронци. Средновековна Ливония се управлява с прекъсвания първо от мечоносците, след 1237 от Тевтонския орден и Римокатолическата Църква. Към средата на 14 век, след закупуването на херцогство Естония от Кристофер II Датски, Ливонския клон контролира около от 67 000 квадратни километра от Ливония, а Църквата – около 41 000 км2. Земята на ордена са разделени в около 40 райони се регулира фогт. Най-голямо землище сред църковните има Архиепископия Рига (18,000 км2), след това на Епископство Курляндия (4500 км2). Номинално ръководител на Маарьямаа както и на столицата Рига е архиепископът на Рига, намиращ се на върха на църковната йерархия.
В 1240 г. Валдемар II създава Епископство Ревал в херцогство Естония, като си резервира (противно на църковното право) правото на инвеститура – да назначава епископи, а също и да определя наследника си в Дания. Решение е обжалвано от епископите и папата.

### Ливонски граждански войни
В продължение на съществуването на средновековна Ливония има постоянна борба за господство над земите между Църквата, Ордена, немската светска аристокрация и гражданите на Ханзейския град Рига. Две големи граждански войни се водят през 1296 – 1330 и 1313 – 30, а през 1343 – 45 естонското въстание довежда до анексирането на датското херцогство Естония в Тевтонския Орденстаат.
Технически архиепископът на Рига държи феодалната и църковната власт, но той реално не е доминиращата политическа власт. Рицарите вече са отхвърлили епископалната доминация, а по-късно дори се опитват да обединят страната под ръководството си. Епископите на Дорпат, Курландия и Есел-Вик имат по-малко правомощия.
Най-важният съюзник на Ливонския ордена е немската аристокрация в датското херцогство Естония. В началото на 14 век Дания вече не е мощната държава, каквато е била и местната немска аристокрация става действителния управник в тази територия. След естонското въстание на Харю от1343 (Гергьовденското въстание) Тевтонският орден окупира тези територии. Свалянето на датското владичество става два дни след като рицарите потушават естонския бунт. Датският вицекрал е затворен със сътрудничество на прогерманските васали. Замъците Ревал и Везенберг са прехвърлени под контрола на германската аристокрация на 16 май 1343, а замъкът в Нарва – през 1345 година. През 1346 г. Орденът закупува останалите територии Хариа и Вирония от краля на Дания срещу 19 000 Кьолнски марки. Преминаването на суверенитета от Дания към Тевтонскич Орденстаат се провевда на 1 ноември 1346 

### Ливонска Карта
Тевтонският ред запада, след като губи в Грюнвалдската битка през 1410 година. Ливонският клон съумява да запази самостоятелно съществуване, тъй като той не е участвал в битка и не понася загуби.
През 1418 г. от папа Мартин V номинира Йоханес Амбундии за поста на архиепископ на Рига. Той става известен като организатора на Ливонската Конфедерация.
Конфликтите и споровете между Ордена, епископите и ханзейския град са решавани на Ливонската диета или Ландтаг, създадена през 1419  по инициатива на архиепископ Aмбундии в град Валк.
На 1 септември 1435 Ливонският клон на Ордена търпи поражение в битката при Свента, когато загиват ландмайстерът и няколко високопоставени рицари. Ливонската Конфедерация е договорена като „едно плодотворно единство“ (eiine fruntliche eyntracht) във Валк на 4 декември 1435 между архиепископът на Рига, епископите на Курландия, Дорпат, Езел-Вик, Ревал; представители на Ливонския клон, аристокрацията и градовете.
Държавата Ливонска Конфедерация продължава да съществува по време на Ливонската война (1558 – 82). В 1559 г., в епископът на Езел-Вик и Курландия Йохан фон Мюнхаузен продава земята си на крал Фридрих II Датски за 30 000 талера. Датският крал дава територията на неговия по-малък брат херцог Магнус фон Холщайн, който през 1560 г. пристига с армия в Сааре.
През 1561 г. шведската армия пристига в Ревал и поема контрол над Северната част на стара Ливония. Ливонският орден е разпуснат по силата на договора от Вилнюс през 1561 година. През следващата година Ливонската диета решава да поиска защита от Сигизмунд II Полски, Велик княз на Литва. С края на управлението на последния архиепископ на Рига Вилхелм Бранденбург, Рига става свободен Имперски Град , а останалата територия е разделена между полско-литовските васали на Курландското и земгалското херцогство (полски васали) и херцогство Ливония (литовски васали).